# 中华人民共和国国务院总理外交访问列表
中华人民共和国国务院总理外交访问列表收录中华人民共和国自1954年9月设立中华人民共和国国务院以来，历任国务院总理所进行的外交访问。

## 概览
国务院总理作为政府首脑承担实质性工作，因此其出访更强调功能性，除如出席政府间活动、会晤各国领导人等政治事务外，经济与人文文化等层面的交流活动也成为总理外访行程中的常见环节。其中，历任国务院总理的首次外访往往受到关注，被视为观察新任总理的风格与形象的机会，其目的地的选择也被认为可反映出新一届政府的外交政策走向。

## 周恩来总理出访行程

### 附：中华人民共和国中央人民政府政务院总理周恩来出访行程
周恩来自1949年10月至1954年9月担任政务院总理，期间访问了亚欧8国，包括（含技术经停，出席国际多边会议）：
- 到访5次：
  -  苏联（1950年1月，1950年10月，1952年8月，1953年3月，1954年7月）
- 到访1次：
  - 1953年： 捷克斯洛伐克
  - 1954年： 瑞士、 印度、 緬甸聯邦、 東德、 波兰、 蒙古人民共和国

## 华国锋总理出访行程
- 1978年5月： [3]
- 1978年8月至9月： 罗马尼亚、 南斯拉夫、 伊朗[3]
- 1979年10月至11月： 法國、 西德、 英国、 義大利[4]
- 1980年5月至6月： 南斯拉夫、 罗马尼亚[5]、 日本[6]

## 赵紫阳总理出访行程
- 1981年12月： [7]
- 1982年12月至1983年1月： 埃及、 阿尔及利亚、 摩洛哥、 几内亚、 加彭、 扎伊尔、 刚果、 尚比亞、 辛巴威、 坦桑尼亚、 [8]
- 1984年1月： 美国、 加拿大[9]
- 1985年10月至11月： 哥伦比亚、 巴西、 阿根廷、 委內瑞拉[10]
- 1986年7月： 罗马尼亚、 南斯拉夫、 希腊、 西班牙、 土耳其、 突尼西亞[11]
- 1987年6月： 波兰、 東德、 捷克斯洛伐克、 匈牙利、 保加利亚、 巴基斯坦[12]

### 附：任中共中央总书记后赵紫阳的出访行程
- 1989年4月： [13]

## 朱镕基总理出访行程
截止至2003年3月16日，朱镕基以政府首脑身份共访问4个大洲39国。包括（含技术经停，出席国际多边会议）：
- 到访2次：
  -  法國（1998年4月，2002年9月）
  -  俄羅斯（1999年2月，2001年9月）
  -  比利时（2000年7月，2001年9月）
- 到访1次：
  - 1998年： 英国
  - 1999年： 美国、 加拿大、 马来西亚、 菲律賓、 新加坡、 越南
  - 2000年： 保加利亚、 德国、 盧森堡、 荷蘭、 義大利、 日本、 、 新加坡（出席东盟10+3与东盟10+1会晤）
  - 2001年： 巴基斯坦、 尼泊尔、 馬爾地夫、 斯里蘭卡、 泰國、 爱尔兰、 、 （出席东盟10+3与东盟10+1会晤）、 印度尼西亞
  - 2002年： 、 印度、 土耳其、 埃及、 、 阿尔及利亚、 摩洛哥、 喀麦隆、 南非（工作访问）、 奥地利、 丹麦、 柬埔寨

## 温家宝总理出访行程
截止至2013年3月15日，温家宝以政府首脑身份共访问6个大洲70国。包括（含技术经停，出席国际多边会议）：
- 到访7次： 俄羅斯（2004年9月，2005年10月，2007年11月，2008年10月，2010年11月，2011年11月出席上海合作组织成员国总理会议，2012年12月）
- 到访6次： 德国（2006年9月工作访问，2004年5月，2009年1月，2010年10月与德国总理默克尔会晤，2011年6月，2012年4月出席德国汉诺威工业博览会开幕式）
- 到访4次：
  -  泰國（2003年4月出席中国—东盟领导人关于非典型肺炎的特别会议，2009年4月出席东亚领导人系列会议，2009年10月出席东亚领导人系列会议，2012年11月）
  -  印度尼西亞（2003年10月出席东亚领导人系列会议，2005年1月出席东盟地震和海啸灾后问题领导人特别会议，2011年4月，2011年11月出席东亚领导人系列会议）
  -  比利时（2004年5月，2009年1月对 欧盟总部进行正式访问，2010年10月，2012年9月）
  -  英国（2006年9月工作访问，2004年5月，2009年1月，2011年6月）
  -  日本（2007年4月，2008年12月出席中日韩领导人会议，2010年5月，2011年5月出席中日韩领导人会议）
- 到访3次：
  -  美国（2003年12月，2008年9月出席 联合国千年发展目标高级别会议，2010年9月出席联合国千年发展目标高级别会议）
  -  （2004年11月，2008年3月工作访问，2012年11月）
- 到访2次：
  -  義大利（2004年5月，2010年10月）
  -  （2004年9月，2012年12月）
  -  越南（2004年10月，2010年10月出席东亚领导人系列会议）
  -  巴基斯坦（2005年4月，2010年12月）
  -  印度（2005年4月，2010年12月）
  -  捷克（2005年12月，2009年5月出席第十一次中欧领导人会晤）
  -  柬埔寨（2006年4月，2012年11月）
  -  埃及（2006年6月，2009年11月）
  -  （2006年9月，2010年11月）
  -  （2007年4月，2010年5月）
- 到访1次：
  - 2003年： 加拿大、 墨西哥、 衣索比亞
  - 2004年： 爱尔兰、 荷蘭
  - 2005年： 、 斯里蘭卡、 法國、 斯洛伐克、 葡萄牙、 马来西亚
  - 2006年： 、 斐济、 新西兰、 、 刚果共和国、 安哥拉、 南非、 坦桑尼亚、 乌干达、 芬兰
  - 2007年： 菲律賓、 、 、 白俄羅斯、 新加坡
  - 2008年： 
  - 2009年： 瑞士、 、 西班牙、 丹麦（出席哥本哈根气候变化会议领导人会议）
  - 2010年： 蒙古国、 緬甸聯邦、 希腊、 土耳其、 
  - 2011年： 马来西亚、 匈牙利、 
  - 2012年： 尼泊尔、 沙烏地阿拉伯、 阿联酋、 、 冰島、 瑞典、 波蘭、 巴西、 乌拉圭、 阿根廷、 智利
- 技术经停：
  - 2003年： 西班牙
  - 2012年： 摩洛哥、 葡萄牙

## 李克强总理出访行程
截至2023年3月11日，李克强以政府首脑身份共访问6个大洲50国。包括（含技术经停，出席国际多边会议）：
- 到访4次：
  -  德国（2013年5月，2014年10月，2017年5月，2018年7月）
  -  俄羅斯（2014年10月，2016年11月，2017年12月出席上海合作组织成员国总理第十六次会议，2019年9月）
  -  比利时（2015年6月，2017年5月，2018年10月工作访问，2019年4月举行第二十一次中国—欧盟领导人会晤)
- 到访3次：
  -  泰國（2013年10月，2014年12月出席大湄公河次区域经济合作第五次领导人会议，2019年11月）
- 到访2次：
  -  瑞士（2013年5月，2015年1月工作访问）
  -  （2013年11月出席上海合作组织成员国总理第十二次会议，2019年11月）
  -  （2014年12月，2016年11月）
  -  柬埔寨（2018年1月，2022年11月）
- 到访1次：
  - 2013年： 印度、 巴基斯坦、 、 越南、 羅馬尼亞
  - 2014年： 衣索比亞、 奈及利亞、 安哥拉、 、 英国、 希腊、 義大利、 緬甸、 塞爾維亞
  - 2015年： 巴西、 哥伦比亚、 秘魯、 智利、 法國、 、 马来西亚
  - 2016年： 蒙古国、 、 美国（出席位于美国的联合国大会）、 加拿大、 古巴、 、 拉脫維亞
  - 2017年： 、 新西兰、 菲律賓、 匈牙利
  - 2018年： 印度尼西亞、 日本、 保加利亚、 、 荷蘭、 新加坡
  - 2019年：
- 技术经停：
  - 2015年： 爱尔兰、 西班牙
  - 2016年： 葡萄牙

## 李强总理出访行程
截至2025年6月，李强以国务院总理身份共访问3个大洲18国（含技术经停，出席国际多边会议）。
- 到访2次：
  -  印度尼西亞（2023年9月，2025年5月）
  -  马来西亚（2024年6月，2025年5月出席东盟—中国—海合会峰会）
- 到访1次：
  - 2023年： 德国、 法國、 印度（出席于印度举办的G20峰会）、  
  - 2024年： 瑞士、 爱尔兰、 （出席中日韩领导人会议）、 新西兰、 、 俄羅斯、 白俄羅斯、 沙烏地阿拉伯、 阿联酋、 、 越南、 巴基斯坦